# James D. Prentice
Pour les articles homonymes, voir James Prentice et Prentice.
Capitaine James Douglas 'Chummy' Prentice (25 avril 1899 - 14 mars 1979) est un officier canadien de la Royal Navy. Il se distingue lors de la bataille de l'Atlantique. Il est également crédité de la destruction de quatre U-Boots en mer et joue un rôle dans l'entraînement de recrues inexpérimentées pour les besoins de la Marine royale canadienne.

## Biographie
Né à Victoria en Colombie-Britannique, Prentice se joint à la marine en 1912 alors que son père, James Douglas Prentice, l'encourage à s'engager dans la nouvelle Marine canadienne. Il quitte la Royal Navy avec le grade de Lieutenant commander en 1934 à la suite des coupures causées par la Grande Dépression et empêchant les possibilités de promotions. Après un retour en Colombie-Britannique, il devient rancher jusqu'au déclenchement de la Seconde Guerre mondiale.
Après une période initiale à Sydney en Nouvelle-Écosse, Prentice est nommé Senior Officier sur une corvette canadienne sous le commandement de Leonard W. Murray (en). Cette position lui donne les responsabilités du développement de la doctrine tactique pour les corvettes canadiennes. Il devient capitaine de la corvette de classe Flower NCSM Chambly faisant partie de la Newfoundland Escort Force (en). Avec le NCSM Moose Jaw, il détruit un premier U-Boat et est récompensé de l'ordre du Service distingué.
Après son passage sur les corvettes, Prentice assiste au développement de l'entraînement pour des destroyers canadiens qui entrent en service dès 1942. En 1943, la Marine royale canadienne diffuse le manuel tactique Hints on Escort Work de Prentice pour les commandants d'escorte de convoi de l'Atlantique et appelant à des attaques rapide des U-Boats par des corvettes,. Il reçoit ensuite le commandement du HMCS Ottawa en tant que senior capitaine. Prentice est responsable de l'Escort Group 11 lors de l'opération Overlord. Il contribue à la destruction du Unterseeboot 678 dans la Manche, ainsi que des Unterseeboot 621 et Unterseeboot 984 dans le golfe de Gascogne. Il reçoit la Distinguished Service Cross.
Prentice termine la guerre comme capitaine et devient ensuite aide de camp du gouverneur général du Canada jusqu'à sa retraite en 1946.
Il meurt à Saanichton (en) en Colombie-Britannique en mars 1979 à l'âge de 79 ans.